# Bogdan Jaworek
Bogdan Roch Jaworek (ur. 16 sierpnia 1936 w Jeziornej, zm. 30 listopada 2020) – polski duchowny rzymskokatolicki, kanonik, Honorowy Obywatel Konstancina-Jeziorny.

## Życiorys
Urodził się w Jeziornie Oborskiej stanowiącej obecnie część Konstancina-Jeziorny. Zdał maturę w warszawskim Liceum im. Tadeusza Reytana w jego filii mieszczącej się w Skolimowie. W 1959 przyjął święcenia kapłańskie z rąk kard. Stefana Wyszyńskiego. Był wikariuszem w parafii św. Wita w Karczewie koło Otwocka i w parafii św. Andrzeja Apostoła przy ul. Chłodnej w Warszawie. Od 1972 był rektorem kościoła przy ul. Piłsudskiego w Konstancinie-Jeziornie, zaś w 1976, po powołaniu parafii Wniebowzięcia Najświętszej Maryi Panny w Konstancinie-Jeziornie, został jej pierwszym proboszczem i pełnił tę funkcję do 1992. Od 1980, po odznaczeniu przez kard. Stefana Wyszyńskiego, tytułowany kanonikiem. 
W latach 1996–1998 był kapelanem sióstr Rodziny Maryi w Woli Gołkowskiej. Od 1999 do śmierci był rezydentem w parafii św. Elżbiety w Powsinie w Warszawie.
Zmarł 30 listopada 2020 i 5 grudnia po mszy pogrzebowej w kościele św. Elżbiety został pochowany na cmentarzu w Skolimowie.

## Odznaczenia i wyróżnienia
- W 1976 został odznaczony przywilejem noszenia rokiety, mantoletu i pierścienia[1].
- W 1992 otrzymał tytuł Honorowego Obywatela Konstancina-Jeziorny[5].
- W 2021 został pośmiertnie odznaczony Krzyżem Komandorskim z Gwiazdą Orderu Odrodzenia Polski[7].